# Distretto di Paucarpata
Il distretto di Paucarpata è un distretto del Perù nella provincia di Arequipa (regione di Arequipa) con 120.446 abitanti al censimento 2007 tutti residenti nella località omonima.
È stato istituito fin dall'indipendenza del Perù.